# Ottavio Scarlattini
Ottavio Scarlattini, al secolo Alessandro (Bologna, 1623 – Castel San Pietro Terme, 31 luglio 1699), è stato un teologo, filosofo e matematico italiano.

## Biografia
Canonico lateranense, lo Scarlattini nel 1667 venne nominato arciprete di Castel San Pietro dal cardinale Girolamo Boncompagni (1622-1684). Lo Scarlattini si impegnò contemporaneamente in una notevole attività di divulgatore culturale attraverso la fondazione, o ripresa di attività, di varie accademie culturali. Fu membro dell'Accademia degli Inabili di Bologna con lo pseudonimo di Informe. Rimase a Castel San Pietro per tutto il resto della sua vita; a settantasei anni morì suicida, per cause non chiare già ai contemporanei.
Uomo di vasta cultura, Scarlattini scrisse numerose opere di vario argomento, tra le quali raggiunse diffusione europea, grazie ad una traduzione latina, il trattato L'Huomo, e sue parti, pubblicato nel 1683. Pochi anni prima, nel 1679, lo Scarlattini aveva pubblicato un grosso volume di 831 pagine in difesa della filosofia di Epicuro. L'idea fondamentale dell'opera è che Epicuro sia stato, nel corso della storia, diffamato e incompreso: gli Epicuri infatti sarebbero due, uno quello vero, filosofo saggio e virtuoso; l'altro, confuso nel tempo con il primo, sarebbe stato il figlio di Metrodoro, l'allievo di Epicuro, che avrebbe condotto la Scuola in una direzione riprovevole; da qui il titolo dell'opera dello Scarlattini (Epicuro contro gli Epicurei). Scarlattini non si limita a celebrare sotto il profilo morale l'insegnamento e la virtù di Epicuro; in una digressione (pp. 117-133) immagina una disputa fra il giovane Epicuro e Aristotele «sulle prime qualità degli elementi» che affronta la tematica allora scottante della fisica atomistica epicurea.

## Opere
- Del Davide musico armato. Idea dell'ottimo prencipe ecclesiastico, e secolare, Bologna, Gioseffo Longhi, 1677.
- Dell'Epicuro contro gli epicurei, Bologna, Giacomo Monti, 1679.
- L'huomo, e sue parti figurato, e simbolico, anatomico, rationale, morale, mistico, politico, e legale, Bologna, Giacomo Monti, 1683.
- Analoghe proportioni sopra il non anche risoluto problema d'Euclide per la quadratura del circolo, Bologna, Pietro Maria Monti, 1690, SBN UBOE049076.